# Encino Man
Encino Man (ook California Man) is een comedy uit 1992 en is het filmdebut van Les Mayfield.

## Verhaal
Na een aardbeving vinden de scholieren David Morgan en Stanley Brown een bevroren holbewoner in de tuin van de Morgans. Nadat ze hem ontdooid hebben, besluiten David en Stanly om hem mee te nemen naar school.

## Rolverdeling
| Acteur           | Personage                  |
| ---------------- | -------------------------- |
| Sean Astin       | David "Dave" Morgan        |
| Brendan Fraser   | Linkovich "Link" Chomovsky |
| Pauly Shore      | Stanley "Stoney" Brown     |
| Megan Ward       | Robyn Sweeney              |
| Robin Tunney     | Ella                       |
| Patrick Van Horn | Phil                       |
| Dalton James     | Will                       |
| Rick Ducommun    | Mr. Brush                  |
| Jonathan Ke Quan | Kim                        |
| Rose McGowan     | Nora                       |
| Michole White    | Kathleen                   |
| Mariette Hartley | Mrs. Morgan                |
| Richard Masur    | Mr. Morgan                 |
| Ellen Blain      | Tenna Morgan               |
| Sandra Hess      | Cave Nug                   |
| Mike Diamente    | Steve Morgan               |
| Erick Avari      | Raji                       |
| Gerry Bednob     | Kashmir                    |

## Trivia
- Voor de rol van Link werd ook overwogen om Jim Carrey of Nicolas Cage te casten.[4]
- Brendan Fraser verscheen als Link in twee andere films met Pauly Shore in de hoofdrol: Son in Law[5] en In the Army Now.[6]
- Pauly Shore won met zijn rol in Encino Man een Razzie Award voor Worst New Star.[7]
- In Encino Man verschenen Jonathan Ke Quan (Data) en Sean Astin na zeven jaar weer samen op het scherm. Encino Man is de enige film die acteurs uit The Goonies samen op het scherm zette.[4]